# José Ramón Cossío Díaz
José Ramón Cossío Díaz (Ciudad de México, 26 de diciembre de 1960) es un abogado mexicano que se desempeñó como ministro de la Suprema Corte de Justicia de la Nación desde diciembre de 2003 hasta noviembre de 2018.

## Estudios
Estudió la carrera de Derecho en la Universidad de Colima, donde obtuvo el grado de licenciatura en 1984 con la tesis El control de la constitucionalidad de las leyes en México y recibió el Premio Benito Juárez-Peña Colorada por haber sido el mejor estudiante de su generación, con la calificación más alta (10) de promedio. Estudió la maestría en derecho constitucional y ciencia política en el Centro de Estudios Políticos y Constitucionales de Madrid de noviembre de 1986 a julio de 1987 y obtuvo el Premio Anual al Mejor Trabajo de Derecho Constitucional con el trabajo El estado social y democrático de derecho y los derechos prestacionales en la Constitución Española. El doctorado lo concluyó en 1988 en la Facultad de Derecho de la Universidad Complutense de Madrid con la tesis El estado social y los derechos de prestación, con el que obtuvo la nota summa cum laude.

## Docencia y reconocimientos
Ha sido profesor en diversas instituciones desde 1983, ha impartido clases en la Escuela Nacional Preparatoria de la UNAM, en el Instituto Tecnológico de Estudios Superiores de Monterrey -Unidad Colima-, en la Facultad de Derecho de la UNAM, en la Facultad de Derecho de la Universidad de Colima, en la Universidad Panamericana, en la Facultad Latinoamericana de Ciencias Sociales (FLACSO), en El Colegio de México y en el Instituto Tecnológico Autónomo de México, en donde ocupó el cargo de jefe del Departamento de Derecho de 1995 a 2003. 
Fue ganador del Premio de Investigación de la Academia Mexicana de Ciencias en 1998. y del Premio Nacional de Ciencias y Artes en el área de Historia, Ciencias Sociales y Filosofía en 2009,el Nacional de Comunicación José Pagés Llergo en 2010 y en 2017; el “Nacional Malinalli 2011”, para la Promoción de las artes, los Derechos Humanos y la Diversidad Cultural; y el Premio Nacional de Jurisprudencia 2019.
Además de los 10 Doctorados honoris causa que le han otorgado diversas universidades, el último de ellos recibido de la Universidad Cristóbal Colón.
Ha escrito 31 libros y 513 artículos publicados como colaboraciones, como memorias, en cuadernos académicos, en revistas especializadas, en revistas de divulgación y en periódicos.

## Ministro
Propuesto dentro de la terna para ocupar el cargo por el entonces presidente Vicente Fox Quezada en 2003, y nombrado por mayoría calificada en el Senado en ese mismo año, Cossío Díaz inició su función como Ministro de la Suprema Corte de Justicia de la Nación adscrito a la Primera Sala de la Suprema Corte en diciembre de 2003.
Es de marcada formación constitucionalista, de corte democrático social. Filosóficamente ha trabajado con problemas relacionados con la autonomía del derecho y la interdisciplinariedad en las ciencias sociales. Es uno de los ministros más innovadores en sus criterios y votos disidentes; busca dotar de contenido interpretativo a los derechos fundamentales, incorpora en sus sentencias y votos elementos de derecho internacional y derecho comparado; ha promovido el cambio de la estructura y redacción de las sentencias para hacerlas más accesibles al público especializado, academia y asociaciones de abogados, y al general, a través de los medios de comunicación. Promotor principal del contacto de la Corte con asociaciones científicas en asuntos de alta complejidad (lo que comenzó con las consultas en los asuntos relacionados con miembros de las fuerzas armadas con VIH; véase síndrome de inmunodeficiencia adquirida) y de la apertura de la Corte a opiniones de grupos y personas que no son directamente partes en asuntos de alto impacto social. Participó en algunas ocasiones como conferencista para El Colegio Nacional, fue elegido miembro del mismo en octubre de 2013. Leyó su discurso de ingreso el 11 de febrero de 2014, el cual fue contestado por el doctor Héctor Fix-Zamudio.

## Polémicas

### Caso Guardería ABC
El presidente Andrés Manuel López Obrador acusó al ministro de votar en contra del proyecto en el que se proponía declarar como responsables de violaciones graves de derechos a diversas autoridades del IMSS, del Gobierno del Estado de Sonora y del Ayuntamiento de Hermosillo, bajo la suposición de que quería beneficiar al gobierno de Felipe Calderón y de la familia de la primera dama Margarita Zavala.A pesar de esto, las Crónicas de la Sala donde se presenta la sinopsis del caso llevado por el Tribunal en Pleno se menciona que el ministro Cossío no estuvo de acuerdo con el caso presentado ante el tribunal por construirse sesgadamente, y la forma correcta en la que podrían, como Corte Suprema, presentar un dictamen reparador y transformador era reconociendo las fallas en la estructura política y administrativa que dieron lugar a este suceso.

### Caso Florence Cassez
En la primera sesión que se discutió el asunto, José Ramón Cossío manifestó que no podía admitir que existiera un efecto generalizado y absoluto de nulidad y propuso un amparo para efectos.

### Caso Ley Televisa
José Ramón Cossío se declaró impedido para pronunciarse sobre la constitucionalidad de la llamada “Ley Televisa”. El argumentó que el Senado contrató sus servicios cuando era profesor, por lo que cuando llegó al Pleno de la SCJN debía excusarse de discutir el proyecto, lo que finalmente hizo.

### Caso Eólica del Sur
José Ramón Cossío supuestamente afectó a los intereses de pueblos indígenas de Oaxaca para favorecer a una empresa de energía eólica, al supuestamente negar el amparo a 1116 pobladores indígenas pertenecientes al pueblo de Juchitán de Zaragoza, Oaxaca.

### Caso Atenco
José Ramón Cossío se negó a responsabilizar a Eduardo Medina Mora y a Enrique Peña Nieto de las violaciones graves a derechos humanos ocurridas en Texcoco y San Salvador Atenco. Tiempo después, en 2018 la CIDH condenó a México por violencia sexual, violación y tortura a 11 mujeres en el caso Atenco.

## Libros publicados
- Que nunca se sepa. El intento de asesinato contra Gustavo Díaz Ordaz y la respuesta brutal del Estado mexicano, Debate, 2023. 192 p.
- El sistema de justicia. Trayectorias y descolocaciones. México: Fondo de Cultura Económica, 2018. 158 p.
- El uso de evidencia científica y opinión experta en las sentencias de la Suprema Corte de Justicia de la Nación. En colaboración con Raúl M. Mejía Garza y Jimena Ruiz Cabañas Rivero. México: El Colegio Nacional ; Tirant lo Blanch, 2017. 200 p.
- Bosquejos constitucionales II. México: Porrúa, 2015. 438 p.
- La construcción de las restricciones constitucionales a los derechos humanos. Estudio y documentos a partir de las contradicciones de tesis 293/2011 y 21/2011. En colaboración con Raúl Manuel Mejía Garza y Laura Patricia Rojas Zamudio. México: Porrúa, 2015. 649 p.
- Derecho y ciencia. México: El Colegio Nacional ; Tirant lo Blanch, 2015. 245 p.
- La justicia prometida. El Poder Judicial de la Federación de 1900 a 1910. México: Consejo Nacional para la Cultura y las Artes ; Fondo de Cultura Económica, 2014. 429 p.
- La libertad de expresión en las sentencias de la Suprema Corte de Justicia. En coautoría con Omar Hernández, Raúl Mejía y Mariana Velasco. México: Tirant Lo Blanch, 2014. 133 p.
- Sistemas y modelos de control constitucional en México. México: UNAM, Instituto de Investigaciones Jurídicas, 2011. 215 p. Segunda edición, agosto de 2013.
- Constitución, democracia y jurisdicción electoral. México: Instituto Mexicano de Derecho Procesal Constitucional ; Porrúa, 2010. 280 p.
- La controversia constitucional. México: Porrúa, 2008. 834 p. Reimpresión, octubre de 2014.
- Votos. Colima, México: Universidad de Colima ; Editora Laguna, 2006, 489 p.
- Bosquejos constitucionales. México: Porrúa, 2004. 606 p.
- Mexican Law. En colaboración con Stephen Zamora y otros. New York: Oxford University Press, 2004. 712 p.
- Los órganos del Senado de la República. México: Senado de la República ; ITAM ; Miguel Ángel Porrúa, 2003. 270 p. Reimpresión, agosto de 2008.
- El Senado de la República y las relaciones exteriores. En colaboración con Gabriela Rodríguez. México: Senado de la República ; ITAM ; Miguel Ángel Porrúa, 2003. 286 p.
- Los problemas del derecho indígena en México. México: Comisión Nacional de los Derechos Humanos, 2002. 181 p. Segunda edición, octubre 2009; tercera edición, julio de 2015.
- La teoría constitucional de la Suprema Corte de Justicia. México: Fontamara, 2002. 241 p. Segunda edición, agosto de 2017.
- Cambio social y cambio jurídico. México: Miguel Ángel Porrúa, 2001. 387 p. Reimpresión, diciembre de 2008.
- Constitución, tribunales y democracia. México: Themis, 1998. 250 p.
- Derechos y cultura indígena: Los dilemas del debate jurídico. En colaboración con Fernando Franco y José Roldán. México: Miguel Ángel Porrúa, 1998. 435 p.
- Dogmática constitucional y régimen autoritario. México: Fontamara, 1998. 105 p.
- Derecho y Análisis Económico. México: Instituto Tecnológico Autónomo de México ; Fondo de Cultura Económica, 1997. 374 p. Reimpresión, octubre de 2008.
- Jurisdicción federal y carrera judicial en México. México: UNAM, Instituto de Investigaciones Jurídicas, 1996. 171 p.
- El Poder Judicial en el ordenamiento mexicano. En colaboración con Héctor Fix Zamudio. México: Fondo de Cultura Económica, 1996. 643 p. Cuarta reimpresión, septiembre de 2004.
- Las atribuciones no jurisdiccionales de la Suprema Corte de Justicia. México: UNAM, Instituto de Investigaciones Jurídicas ; Porrúa, 1992. 165 p.
- Estado Social y Derechos de Prestación. Madrid: Centro de Estudios Constitucionales ; Editorial Ditor, 1989. 294 p.

Además de ser autor de un considerable número de capítulos de libros y artículos publicados en diversas revistas.